# Aguas Dulces
Aguas Dulces ist eine Ortschaft im Südosten Uruguays.

## Geographie
Sie befindet sich auf dem Gebiet des Departamento Rocha in dessen Sektor 4 an der Atlantikküste. Nordwestlich liegen im Landesinneren Castillos und Barrio Torres. Küstenaufwärts in nordöstlicher Richtung ist der Küstenort La Esmeralda gelegen. Unweit südlich befinden sich zudem Barra de Valizas und Cabo Polonio.

## Infrastruktur
Aguas Dulces hat Anschluss an die Ruta 10.

## Einwohner
Aguas Dulces hatte bei der Volkszählung im Jahr 2011 417 Einwohner, davon 215 männliche und 202 weibliche.
| Jahr | Einwohner |
| ---- | --------- |
| 1963 | 74        |
| 1975 | 120       |
| 1985 | 145       |
| 1996 | 247       |
| 2004 | 409       |
| 2011 | 417       |

Quelle: Instituto Nacional de Estadística de Uruguay